# Пламен
Пламен (од латинског flamma) је видљиви (с емисијом светла), гасни део ватре. То је појава код које долази до изразитог ослобађања енергије (ексотермна реакција), поготово услед изгарања (самоодржива редокс реакција – редукција и оксидација). Ако је пламен довољно топао да јонизира гасове, може се појавити и плазма.
Боја и температура пламена зависи од врсте горива које гори.